# Франсис Уилям Астън
 Франсис Уилям Астън (на английски: Francis William Aston) е английски химик и физик, носител на Нобелова награда за химия през 1922 година „за откриването на голям брой изотопи на нерадиоактивни елементи, с помощта на изобретения от него мас-спектрометър, както и за формулирането на правилото за целочисленост“.

## Биография

### Произход и образование (1877 – 1901)
Роден е на 1 септември 1877 година в Харбърн, близо до Бирмингам, Великобритания, третото от седемте деца в семейството на Уилям Астън, фермер и търговец на железарски изделия, и Фани Астън (по баща Холис). След завършване на средно училище през 1894 постъпва в Бирмингамския университет, където учи химия при Едуард Франкланд и Уилям Тилдън, а физика при Хенри Пойнтинг. През 1898 получава стипендия „Форстър“, която му дава възможност да работи върху оптичните свойства на дериватите на винената киселина. Резултатите от тази дейност са публикувани през 1901 г.

### Научна кариера (1901 – 1944)
Астън временно се оттегля от академичния живот и работи три години като химик в лабораторията на пивоварна фабрика. По това време интересът му към физиката започва да надделява над интереса му към химията. Способностите му да изобретява механични апарати се проявяват в проектирането и конструирането на нов вид вакуумни помпи, откъдето идва и интересът му към електрическите разряди във вакуумни тръби.
През 1903 г. се връща в Бирмингамския университет, където му отпускат стипендия, за да работи върху свойствата на „тъмното пространство на Крукс“ в тръби с газ, през които се пропуска електрически ток. За кратко време открива явлението, познато като „тъмно пространство на Астън“.
В края на 1909 г. е поканен от сър Дж. Дж. Томсън да работи като негов асистент в лабораторията Кавендиш, Кеймбридж, за изследване на лъчите, носещи положителни заряди. През този период Астън получава определени данни за съществуването на два изотопа на инертния газ неон.
Научната дейност на Астън е прекъсната от Първата световна война, по време на която ученият работи в научноизследователския институт Royal Aircraft Establishment, Фанборо, където изследва влиянието на атмосферните условия върху самолетните обшивки.
Като се връща през 1919 г. в лабораторията Кавендиш, Астън продължава да се занимава с проблема за изолирането на неоновите изотопи. Той постига бърз успех в тази насока с изобретения от него масспектрометър, уред, в който находчивото прилагане на електромагнитното фокусиране му позволява да използва много малката разлика в масите на двата изотопа за постигане на тяхното изолиране. Прилагайки този принцип към други химични елементи, Астън открива след поредица от измервания не по-малко от 212 естествено срещащи се изотопа. Резултатите от тази дейност му позволяват да формулира така наречения Закон за целите числа, според който след като масата на кислородния изотоп е определена, всички други изотопи имат маси, стойностите на които са изключително близки до целите числа.
Използвайки подобрен инструмент, Астън продължава своите измервания с все по-голямо съвършенство и прецизност. Той наблюдава и успява да измери отклоненията от Закона за целите числа, които придобиват значение на фона на атомната енергия. Резултатите от тази дейност са публикувани в Proceedings of the Royal Society и Philosophical Magazine.

### Смърт (1945)
Оставайки неженен, Астън е ентусиазиран спортист, занимавайки се с тенис, плуване, ски спорт, скално катерене. Също така е страстен музикант, пианист, цигулар и виолончелист.
Умира на 20 ноември 1945 година в Кеймбридж на 68-годишна възраст.

## Признание
- 1920 – член на научното дружество на Тринити Колидж (Кеймбридж);
- 1920 – медал Mackenzie Davidson на Röntgen Society;
- 1921 – член на Royal Society;
- 1921 – медал на дружеството Hughes;
- 1923 – медалите John Scott и Paterno;
- 1938 – медал Royal;
- 1941 – медала Duddell на Physical Society;
- Почетен член на Руската академия на науките;
- почетен доктор на университетите в Бирмингам и Дъблин.